# Weingut Michael Fröhlich
Das Weingut Michael Fröhlich ist ein mehrfach prämiertes Weingut im Weinbaugebiet Franken. Es befindet sich im Volkacher Ortsteil Escherndorf im Landkreis Kitzingen und liegt inmitten des Dorfes an der Bocksbeutelstraße.

## Geschichte
In den 1980er-Jahren befand sich das Weingut, damals von Michael Fröhlichs Vater geführt, in der Winzergenossenschaft Franken. Mit über 250.000 Stecklingen war der Betrieb einer der größten Rebveredler im Raum Franken. Im Jahr 1985 übernahm Michael Fröhlich das Gut und begann den Besitz auszubauen. Seit 1997 ist das Weingut Mitglied im Verband Deutscher Prädikatsweingüter (VDP). Heute umfasst das Weingut eine Fläche von etwa 11,5 ha, viele Flächen sind allerdings zugepachtet. Das Weingut wurde in den Eichelmann-Weinführer aufgenommen.

## Weine und Lagen
Michael Fröhlich baut verschiedene Weinsorten in seinen Weingärten an. Am häufigsten kommt die Müller-Thurgau-Rebe (25 %) und Silvaner (25 %) vor, und noch Riesling (10 %). Eine Besonderheit stellt der große Anteil an roten Sorten (15 %) dar. Früher baute das Weingut mehr Müller-Thurgau an. Auf einigen Lagen baut der Winzer auch seltene Sorten an, so ist der Gelbe Muskateller mit 10 % auf den Böden in Untereisenheim zu finden.
Der ausgebildete Techniker für Weinbau und Kellerwirtschaft hat sich, anders als andere Escherndorfer Häcker, nicht nur auf die Spitzenlagen spezialisiert. Neben den Escherndorfer Weinlagen Escherndorfer Lump und Escherndorfer Fürstenberg stehen Fröhlichs Reben auch auf der Gemarkung von Eisenheim im Landkreis Würzburg. Der Wein wächst auf den Lagen Untereisenheimer Sonnenberg und Obereisenheimer Höll.

## Auszeichnungen (Auswahl)
- Ehrenpreis der Weinbruderschaft Franken 2006
- „Premium Frucht“ – Best of Gold 2007
- „Premium Frucht“ – Best of Gold 2008
- 1. Platz – Internationaler Silvanerpreis 2009
- 3 Trauben (= sehr guter Erzeuger, über Jahre hohe Qualität) – Gault Millau 2015/2022[4]
- 3,5 Sterne (= sehr guter Erzeuger) Eichelmann 2022 Deutschlands Weine[3]
- Der Feinschmecker: „Die Besten Weingüter 2022“[5]
- Vereinigung Ehemaliger Geisenheimer: Müller-Thurgau Preis 2020

## Mitgliedschaften
- Verband Deutscher Prädikatsweingüter[6]
- Frank & Frei